# Dancing on the Ceiling
Dancing In The Ceiling es el nombre del tercer álbum de estudio grabado por el cantautor estadounidense Lionel Richie, Fue lanzado al mercado por la empresa discográfica Motown el 5 de agosto de 1986.

## Lista de canciones
| N.º | Título                                                                            | Duración |  |
| 1.  | «Dancing on the Ceiling»                                                          | 4:30     |  |
| 2.  | «Se La»                                                                           | 5:22     |  |
| 3.  | «Ballerina Girl»                                                                  | 3:38     |  |
| 4.  | «Don't Stop»                                                                      | 7:43     |  |
| 5.  | «Deep River Woman» (backing vocals: Alabama)                                      | 4:35     |  |
| 6.  | «Love Will Conquer All»                                                           | 5:40     |  |
| 7.  | «Tonight Will Be Alright» (backing vocals: Richard Marx)                          | 5:06     |  |
| 8.  | «Say You, Say Me»                                                                 | 4:00     |  |
| 9.  | «Night Train (Smooth Alligator)» (bonus track, on compact disc and cassette only) | 4:59     |  |

## Sencillos
«Say You, Say Me» fue el primer sencillo del álbum, lanzado el 7 de octubre de 1985. Entró en el número 40 del Billboard Hot 100 la semana del 16 de noviembre y eventualmente llegó a lo más alto del conteo, donde permaneció cuatro semanas consecutivas en el número uno y un total de 20. «Dancing On The Ceiling» se publicó en junio de 1986 y llegó a la segunda posición del Hot 100; en total, estuvo 17 semanas en la lista. «Love Will Conquer All» fue el tercer sencillo. Su recepción comercial fue menor que sus precedesores, aunque llegó al noveno puesto en Estados Unidos. «Ballerina Girl» se lanzó como el cuarto y último sencillo del disco y alcanzó el séptimo lugar del Hot 100.

## Músicos
- Tambores, percusión: Paulinho DaCosta, Sheila E., Greg Phillinganes, Paul Leim, Lionel Richie, John Robinson, Narada Michael Walden.
- Bajos: Joe Chemay, Nathan East, Randy Jackson, Abraham Laboriel, Neil Steubenhaus.
- Guitarras: Vernon "Ice" Black, Eric Clapton, Dave Cochran, Charles Fearing, Tim May, Steve Lukather, Carlos Rios, Louis Shelton.
- Teclados, sintetizadores: John Barnes, Dave Cochrane, Preston Glass, Michael Lang, Neil Larsen, Greg Phillinganes, Tiger Head Preston, Lionel Richie, Carlos Rios.
- Programación: John Barnes, Greg Phillinganes, Narada Michael Walden.
- Saxofón: Dave Cochran